# Gerhard Anton von Halem

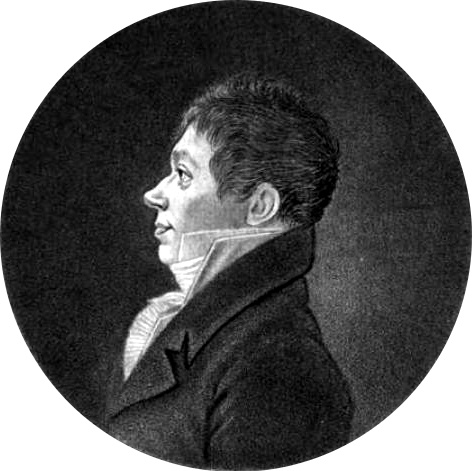
Gerhard Anton von Halem (1752–1819)

Gerhard Anton von Halem (* 2. März 1752 in Oldenburg (Oldb); † 4. Januar 1819 in Eutin) war ein deutscher Schriftsteller, Jurist und Oldenburgischer Verwaltungsbeamter.

## Leben

### Frühe Jahre
Halem wurde im damals zu Dänemark gehörenden Oldenburg geboren. Seine Eltern waren der Stadtsyndikus und Justizrat Anton Wilhelm von Halem (1711–1771) und dessen Ehefrau Magdalena Sophia Wardenburg (1733–1809). Nach dem frühen Tod seines ersten Sohnes, legte sein Vater Wert auf eine gute Ausbildung seines verbliebenen Sohnes, auch um diesen möglichst schnell in eine Einkommen sichernde, aber auch Ansehen verleihende berufliche Position zu bringen. Halem hatte dadurch früh Zugang zur Bibliothek seines Vaters. Zunächst wurde er durch Hauslehrer unterrichtet und besuchte ab 1761 die Lateinschule in Oldenburg. Hier erhielt er erste literarische Eindrücke durch seinen Lehrer Johann Michael Herbart, mit dem er zeitlebens befreundet blieb. Bereits im Alter von 16 Jahren besuchte er die Brandenburgische Universität Frankfurt an der Oder und später die Universität Straßburg. Sein Leben war aber nicht nur durch die Erziehung zum juristischen Beruf bestimmt, sondern er sollte zugleich bürgerliche Tugenden entwickeln, um als akademisch ausgebildeter Leistungsträger neben dem beruflichen Aufstieg auch soziale und gesellschaftliche Geltung zu erlangen. So unternahm er mit seinem Vater Reisen nach Bremen, Hamburg und Holland, besuchte eifrig Theater und Konzerte, reiste während seines Studiums nach Berlin und erlernte die italienische Sprache. Nach einem Praktikum am Reichskammergericht in Wetzlar promovierte er bereits mit 18 Jahren zum Dr. jur. in Kopenhagen.
Nach der Rückkehr nach Oldenburg unterstützte er zunächst seinen Vater in dessen Kanzlei und übernahm nach seinem Tod 1771 die Geschäfte und die Ernährung der hinterbliebenen Familie.

### Eintritt in den Oldenburgischen Staatsdienst und Nobilitierung
Bereits 1775 trat der Aufklärer in den Staatsdienst des nach dem Vertrag von Zarskoje Selo 1773 nun wieder selbständigen und zum Herzogtum erhobenen Oldenburg ein. Mit der Schaffung des selbständigen Herzogtums nach langer dänischer Verwaltung und der Etablierung der Residenz und des Verwaltungszentrums in der Stadt Oldenburg, bot sich für Halem die Chance, ab Mitte der 80er Jahre an der Bildung einer im Sinne der Aufklärung gemäßigt reformorientierten Landesverwaltung aus einer Gruppe akademisch gebildeter, leistungsfähiger und staatsloyaler Beamter beteiligt zu sein.
Zunächst war er als Assistent des nach der Struensee-Affäre aus Dänemark verbannten Landvogts Georg Christian Oeder tätig und übernahm dann die Stelle des verstorbenen Helfrich Peter Sturz als Justizrat in der oldenburgischen Regierungskanzlei ein. In dieser Zeit war Halem maßgeblich an den Reformen des oldenburgischen Sozial- und Justizwesens sowie der Infrastruktur und des Landrechts beteiligt.
Seit 1776 gehörte Halem der Oldenburger Freimaurerloge Zum goldenen Hirsch an und fungierte von 1785 bis 1790 als ihr Meister vom Stuhl. Die Reformbestrebungen der Freimaurerei in einer Zeit anhaltender Krisen verfolgte er mit Interesse und Anteilnahme. Dem Illuminatenorden stand er zumindest nahe, mit den beiden führenden Vertretern des Ordens in Norddeutschland, Adolph Freiherrn von Knigge, Johann Joachim Christoph Bode und Friedrich Nicolai, für den er auch dessen Allgemeine deutsche Bibliothek rezensierte, war er bekannt. 
1792 erhielt er zu München den Reichsadelsstand und die Wappenbesserung.

### Tätigkeit in der Franzosenzeit
Halem blieb die meiste Zeit seines Lebens im Dienste des Herzogs Peter Friedrich Ludwig. 1807 wurde er zum Leiter der Regierungskanzlei und des Konsistoriums ernannt und erreichte damit seinen Karrierehöhepunkt. Als Oldenburg 1811 dem Französischen Kaiserreich einverleibt wurde (→ Oldenburgische Franzosenzeit), bot der Herzog Halem an, diesen ins russische Exil zu begleiten. Halem lehnte dies jedoch mit der Begründung seines fortgeschrittenen Alters ab und trat unter Verlust seiner bisherigen Ämter zunächst als Richter beim Oldenburger Tribunal in französische Dienste. 1812 musste er nach Hamburg wechseln und wurde dort Mitglied des Kaiserlichen Gerichtshof (Cour Impériale) der drei Hanseatischen Departements. Selbst als Hamburg in den Wirren der Befreiungskriege nach kurzzeitiger Besetzung durch alliierte Truppen von den französischen Truppen zurückerobert wurde, kehrte Halem in sein Amt am Kaiserlichen Gerichtshof in Hamburg zurück.
Ein Grund dafür ist darin zu sehen, dass Halem große Hoffnungen in neue französische, geordnete, aufgeklärte und bürgerliche Rechtsprechung hatte, zumal er selbst in Oldenburg eine Reform in diese Richtung umzusetzen versuchte. Als Jurist verfolgte er die Entwicklung der Rechtsprechung im revolutionären Frankreich. Die Einführung des Code civil auch in den angegliederten Departements in Norddeutschland begrüßte er in einer inhaltlich überlieferten Ansprache.

### Karriereende
Nach der Niederlage Napoleons und der darauffolgenden Restauration wurde Halem Erster Rat der Regierung in Eutin im Fürstentum Lübeck, welches zu Oldenburg gehörte, da nach den Befreiungskriegen die Wiederanstellung wegen seiner frankophilen Haltung und des Argwohns – auch in der Öffentlichkeit – gegen seine anhaltende „Franzosenfreundlichkeit“ entgegen seiner Hoffnung nicht möglich erschien. In Eutin war er seit März 1814 als Justizrat in der obersten Behörde dieses Landesteils tätig. Welches Ansehen von Halem bei dem wiedergekehrten Herzog gehabt haben muss, zeigt die Tatsache, dass Peter Friedrich Ludwig im Zuge dieser Versetzung die Privatbibliothek seines Beamten käuflich erwarb und in das Eutiner Schloss bringen ließ, wo Halem diese Sammlung von 8000 Bänden weiter nutzen konnte. Die Bibliothek Halems bildet den Grundstock der heutigen Eutiner Landesbibliothek.
Mit Gerhard Anton Gramberg, Landarzt in Oldenburg und herzoglicher Leibarzt, mit dessen Töchtern Frederike Wilhelmine und Sophie er in zweiter und dritter Ehe vermählt war, war er freundschaftlich verbunden. Mit diesem gab er verschiedene Zeitschriften von regionaler Bedeutung heraus.

## Familie
Er war mehrfach verheiratet. Seine erste Frau wurde am 12. Januar 1781 Susanna Sophia Wardenburg (* 10. Januar 1762; † 15. Juni 1782). Das Paar hatte eine Tochter:
- Berhardine Wilhelmine Sophie (* 29. Dezember 1781; † 8. November 1808) ⚭ Adam Christian Langreuter (* 12. Februar 1772; † 21. März 1859), Theologe[1]

Nach dem Tod seiner Frau heiratet er am 4. Juni 1798 Friederike Wilhelmine Gramberg (* 1772; † 30. September 1815). Das Paar hatte folgende Kinder:
- Susanne (* 18. Dezember 1802; † 2. März 1865)
- Arnold (* 14. August 1799; † 4. März 1848) ⚭ Dorothea Elisabeth Heuer (* 20. August 1797; † 1880)
- Marie (* 1801; † 20. Oktober 1854)
- Antonie (* 24. April 1806; † 4. Mai 1885)
- Elimar (* 23. November 1809; † 7. Oktober 1846), Mediziner ⚭ Friederike Reisner (* 24. Juli 1820; † nach 1870) (aus Saransk im heutigen Mordwinien)
- Friederike (* 30. September 1815; † 1872)

Nachdem seine zweite Frau im Kindbett gestorben war, heiratet er am 25. Dezember 1816 ihre jüngere Schwester Sophie (* 1780;† 7. März 1864). Diese Ehe blieb kinderlos.
Über seinen Sohn Elimar von Halem ist er ein direkter Vorfahre von Nikolaus Christoph von Halem (1905–1944).
Seine Brüder waren Ludwig von Halem und Bernhard Jacob Friedrich von Halem.

## Wirkung
Halem war ein typischer Vertreter der Spätaufklärung. Er stand mit den bedeutendsten Zeitgenossen in freundschaftlichem Briefwechsel. Dazu gehörten Christoph Martin Wieland, Friedrich Leopold zu Stolberg-Stolberg, Gottfried August Bürger und Johann Heinrich Voß.
In einen Brief an Wieland spricht Halem von der opinion publique. Damit dürfte er der erste sein, der den Begriff der Öffentlichen Meinung in den deutschen Sprachgebrauch eingeführt hat. Lange ging die Literaturwissenschaft davon aus, dass dies erst durch Georg Forster geschah.
Die Französische Revolution begrüßte Halem, was auch in seinem literarischen Werk Niederschlag fand und ihm die Bekanntschaft und Freundschaft mit Konrad Engelbert Oelsner einbrachte.
Die bisherige Forschung nahm nur wenig Notiz von Halem. Die Ursache dafür ist zum Teil auf einen Briefwechsel zwischen Schiller und Goethe im Jahre 1802 zurückzuführen, in dem sie auf die von 1801 bis 1806 von Halem herausgegebene Zeitschrift Irene Bezug nehmen:
„[…] Sie sind, mit mir, höflich eingeladen, einige Beiträge zu der Irene von Halem einzuschicken. Es ist doch eine wahre Bestialität, daß diese Herren, welche das Mögliche versuchen um uns zu annihilieren, noch verlangen können, daß wir ihre Werke selbst fördern sollen. Ich bin aber Willens, Ungern, der mir diesen Antrag getan, recht aus vollem Herzen zu antworten. […]“, schrieb Friedrich Schiller am 17. März 1802 an Goethe. Dieser antwortet: „[…] Ich wünsche Ihnen einen recht guten Humor und eine recht derbe Faust, wenn Sie auf die irenische Einladung antworten. Es wäre recht schön wenn Ihnen ein Epistel glückte, die auf alle das Packzeug paßte, dem ich immer größern Haß widme und gelobe. […]“ (Briefwechsel zwischen Schiller und Goethe in den Jahren 1794 bis 1805. Hrsg. von Manfred Beetz. Münchner Ausgabe, Band 8.1, hrsg. von Karl Richter et al. München und Wien 1990; München 2005 für die Taschenbuchausgabe)

## Literarisches Werk
Nachdem Halem bereits früh mit Literatur in Berührung kam und starkes Interesse an dieser Kunstform entwickelte, schrieb er bei einer Reise ins Modebad Pyrmont eine erste Erzählung, die 1778 von Heinrich Christian Boie ins Deutsche Museum aufgenommen wurde und ihm Boies langjährige Freundschaft einbrachte.
In den 1780er Jahren erlangte er durch seine Veröffentlichungen Deutschen Museum aber auch im Göttinger Musenalmanach und im Musen-Almanach von Johann Heinrich Voß einem größeren Publikum bekannt. Seine deutschen poetische Vorbilder waren vor allem Wieland und Klopstock, Gleim und Gellert. Von den seinerzeit modischen Engländern wurden neben Ossian (Macpherson) insbesondere Sterne, Young und Pope rezipiert. Seine frühe Versepik, Kurzprosa und Lyrik vereinigte er erstmals in der 1789 veröffentlichten Sammlung Poesie und Prose.
Halems Wallenstein-Drama gilt als die bedeutendste Bearbeitung des Stoffes vor Schillers Trilogie. Es wurde 1786 erstmals komplett veröffentlicht. Zuvor wurde ein Auszug im Deutsches Museum 1785, 1. Bd., S. 396–417 gedruckt. Gottfried August Bürger hat das Stück Korrektur gelesen. Eine zweite – leicht erweiterte – Fassung erschien 1794. Ein Nachweis, ob Schiller diesen Text kannte, konnte bislang nicht erbracht werden. Parallelen in der Darstellung sind durchaus vorhanden, dürften jedoch auf die Verwendung gleicher Quellen zurückzuführen sein.
Die von ihm verfasste Reisebeschreibung Blicke auf einen Theil Deutschlands, der Schweiz und Frankreichs bey einer Reise vom Jahre 1790 (1791) berichtet zwar über die ruhigste Phase der Ereignisse in Frankreich, sie schließt jedoch die Lücke zwischen den Berichten Campes und Reichardts. Die Blicke sind der bedeutendste Text Halems und stehen in keiner Weise hinter anderen bedeutenden Reisebeschreibungen ihrer Zeit zurück. Auffällig ist besonders das enzyklopädische Wissen, das Halem bei der Komposition heranziehen kann. Er zitiert immerhin in 7 Sprachen! Der in Briefform verfasste Text zeigt eine rational positive Haltung zur Französischen Revolution. Auch nach der Hinrichtung des Königs und dem Grande Terreur konnte Halem seinen nüchternen Blick bewahren, wiewohl er sich deutlich mit einer Ode ganz im Stil seines literarischen Vorbildes Klopstock distanzierte, und erkannte die Fortschritte der Revolution vor allem auf juristischem Gebiet an. In der Reisebeschreibung spricht er sich für die Befreiung der Juden aus und in seinem Dramolett Die Stimme der Natur (1794) feiert er die Aufhebung der Sklaverei in den französischen Kolonien durch den Konvent im gleichen Jahre.
Eine zweite Reise nach Paris (Erinnerungs-Blätter von einer Reise nach Paris im Sommer 1811) zur Huldigung Napoleons hat zwar nicht die Bedeutung der Blicke, bemerkenswert bleibt jedoch die Tatsache, dass Halem diese 1813 veröffentlichen ließ, obwohl Napoleons Stern bereits im Sinken begriffen war. Auf dieser Reise lernte von Halem Alexander von Humboldt kennen. Seine Einschätzung, dass die große Lebhaftigkeit seines Geistes der Wissenschaft noch Vieles [verspricht], zeigt, wie vorausschauend Halem in Hinblick auf Humboldt war. Halem erkannte, was die deutsche Öffentlichkeit erst nahezu 200 Jahre später realisierte.
Neben Lyrik, Prosastücken und zahlreichen Aufsätzen zu einer großen Bandbreite von Themen enthält sein Werk eine dreibändige Geschichte des Herzogthums Oldenburg, die in ihrer Darstellung an die Osnabrückische Geschichte von Justus Möser angelehnt ist. Des Weiteren schrieb Halem Biographien des aus Oldenburg stammenden Generalfeldmarschalls in russischen Diensten, Burkhard Christoph von Münnich, und Peters des Großen. Erstaunlicherweise war das Echo auf diese Werke in Schweden, Russland und Frankreich größer als in Deutschland. Aufgrund ihres Quellenreichtums gilt die letztgenannte Schrift nicht nur als erste wissenschaftliche Darstellung Peters, sondern auch als wichtiges Hilfsmittel der heutigen russischen Geschichtsforschung.
Das von Ludwig van Beethoven komponierte Lied Gretels Warnung (aus Sechs Gesänge für Singstimme und Klavier, op. 75/4, komponiert 1795, fertiggestellt 1809) basiert auf einem Gedicht von Halem. Dieses Gedicht ist thematisch wie stilistisch an Gottfried August Bürgers Des Pfarrers Tochter von Taubenhain angelehnt.

### Weiteres Engagement in Literarischen Gesellschaften
Halems besonderes Interesse galt auch der Modernisierungen im kulturellen Bereich. Das 1792 in Oldenburg eingeführte vortreffliche Gesangbuch ging auf seine Initiative zurück. Mit Georg Christian Oeder und Helfrich Peter Sturz fand er sich neben dem beruflichen Kontakt auch zu einer auf literarischen und Bildungsinteressen gegründeten Freundschaft zusammen. Sie lasen im kleinen gemeinsamen Zirkel griechische und englische Literatur, neben Homer insbesondere Shakespeare und Milton. 1779 besuchte er Hamburg und lernte dabei Klopstock und andere Mitstreiter der dortigen Aufklärungsgesellschaft kennen. Angeregt durch Klopstocks literarische Gesellschaft begründete Halem in Oldenburg gleichfalls einen solchen Lese- und Diskussionskreis, in dem Ideen einer vorwiegend literarisch-ästhetischen Bildung, aber gerade in der Napoleonischen Zeit auch politische, gesellschaftliche oder andere brisante Fragen in geselliger Runde diskutiert wurden. Halem stellte in dieser Literarischen Gesellschaft die meisten seiner schriftstellerischen Arbeiten vor, um sie dann nach kritischer Prüfung durch deren Mitglieder zu publizieren. So etwa in den Blättern vermischten Inhalts einer Zeitschrift, die er von 1787 bis 1797 mit Freunden aus der Literarischen Gesellschaft herausgab und deren Zweck es war, zur Vermittlung zeitgemäßer praktischer und theoretischer Kenntnisse in vielen Lebens- und Arbeitsbereichen beizutragen. Dort veröffentlichte er Vorstudien und Teile seiner oldenburgischen Geschichte. Das Programm der Zeitung, das nicht immer frei war von einer Attitüde der Untertanenbeglückung durch den Landesherrn und seine Beamten, wurde von Halem und seinen Freunden von 1804 bis 1807 mit der Oldenburgischen Zeitschrift fortgesetzt. In Oldenburg pflegte er einen mit seinen Freunden wie Gerhard Anton Gramberg, Christian Kruse und später Christian Ludwig Runde, aber auch mit seinem Bruder Ludwig Wilhelm Christian (1758–1839) regen Kontakt.
Auch in seinen späteren Jahren in Eutin gab er der dortigen Literarischen Gesellschaft neue Impulse. Mit kleineren Arbeiten, insbesondere Gedichten, trug er zu verschiedenen Zeitschriften, Almanachen und Kalendern bei. Mit seiner letzten größeren Publikation, Vernunft aus Gott, wandte er sich gegen den Kieler Hauptpastor Claus Harms, einen führenden Vertreter der protestantischen Erneuerungsbewegung, die ein von der Aufklärung abgelöstes und „gemüthaft“ bestimmtes Luthertum zu verbreiten suchte.

## Werke
- 1786: Wallenstein, ein Schauspiel Göttingen 1786 (Dramatischer Text)
- 1787–97: Blätter vermischten Inhalts, Gerhard Anton von Halem und Gerhard Anton Gramberg, Oldenburg (Zeitschrift)
- 1789: Poesie und Prosa (Gedichte und Aufsätze)
- 1791: Blicke auf einen Theil Deutschlands... Hamburg 1791 (Reisebeschreibung) (kommentierte Neuausgabe Bremen 1990)
- 1792: Andenken an Oeder (Gedicht/Nachruf)
- 1794: Dramatische Werke – enthält eine 2. Fassung des Wallenstein (Dramatische Texte)
- 1794–1796: Geschichte des Herzogthums Oldenburg (Historiographische Gesamtdarstellung)
- 1795: Ein dringendes Wort an das Heilige Römische Reich... (Aufsatz in verschiedenen Auflagen!)
- 1787–1797: Blätter vermischten Inhalts (Zeitschrift)
- 1798: Blüthen aus Trümmern (Gedichte)
- 1803: Lebensbeschreibung des Russisch-Kaiserlichen Generalfeldmarschalls Burchard Christoph von Münnich (Biographie)
- 1803–1804: Leben Peters des Großen (Biographie)
- 1803–1810: Schriften (Aufsätze)
- 1804–1807: Oldenburgische Zeitschrift (Zeitschrift)
- 1805: Jetzt geltendes Oldenburgisches Particular-Recht in systematischem Auszuge (Sammlung von Gesetzestexten)
- 1807: Sammlung der wichtigsten Aktenstücke zur neuesten Zeitgeschichte... (Zeitschrift)
- 1810: Jesus, der Stifter des Gottesreiches (Epos)
- 1812: Magazin für das Civil- und Criminal-Recht des Kaiserreiches Frankreich (Zeitschrift)
- 1813: Erinnerungs-Blätter von einer Reise nach Paris im Sommer 1811 (Reisebeschreibung)
- 1813: Statistisches Handbuch für das Departement der Wesermündungen auf das Jahr 1813 (Jahrbuch/Kalender)
- 1813: Töne der Zeit (Gedichtsammlung)
- 1816: Vernunft aus Gott... (Gedichtsammlung)

### Biographie
- Gerhard Anton von Halem: Gerhard Anton v. Halem's Selbstbiographie. Zum Druck verarbeitet von seinem Bruder Ludwig Wilhelm Christian v. Halem, Schulze, Oldenburg 1840, Digitalisat
- August Mutzenbecher: Halem, Gerhard Anton von. In: Allgemeine Deutsche Biographie (ADB). Band 10, Duncker & Humblot, Leipzig 1879, S. 407–409.
- Gerhard Lange: Gerhard Anton von Halem (1752–1819) als Schriftsteller. Leipzig 1928.
- Karl Steinhoff: Gerhard Anton von Halem (1752–1819). Oldenburgischer Geschichtsschreiber, Literat und Weltbürger im Zeitalter der Aufklärung. In: Oldenburgische Familienkunde. ISSN 0030-2074. Jg. 22 (1980), H. 1, S. 147–167.
- Paul Raabe: Der Briefnachlaß Gerhard Anton von Halems (1752–1819) in der Landesbibliothek Oldenburg (Katalog). Oldenburg 1982. ISBN 3-447-02407-0.
- Klaus-Peter Müller und Karl-Heinz Ziessow (Hrsg.): Im Westen geht die Sonne auf. Justizrat Gerhard Anton von Halem auf Reisen nach Paris 1790 und 1811 (Ausstellungskatalog, Schriften der Landesbibliothek Oldenburg 21). 2 Bände. Oldenburg 1990.
- Claus Ritterhoff: Gerhard Anton von Halem In: Hans Friedl u. a. (Hrsg.): Biographisches Handbuch zur Geschichte des Landes Oldenburg. Hrsg. im Auftrag der Oldenburgischen Landschaft. Isensee, Oldenburg 1992, ISBN 3-89442-135-5.
- Artikel Halem, Gerhard Anton von. In: Joachim Rückert und Jürgen Vortmann (Hrsg.): Niedersächsische Juristen. Vandenhoeck & Ruprecht, Göttingen 2003, S. 78–82.

### Genealogie
- Hans Friedrich von Ehrenkrook, Otto Reichert, Friedrich Wilhelm Euler: Genealogisches Handbuch der Adeligen Häuser / B (Briefadel) Band IV, Band 20 der Gesamtreihe GHdA, Hrsg. Deutsche Adelsverbände / Deutsches Adelsarchiv, C. A. Starke, Glücksburg/Ostsee 1959, S. 227–228. ISSN 0435-2408.

### Sekundärliteratur
- Hans Friedl u. a. (Hrsg.): Biographisches Handbuch zur Geschichte des Landes Oldenburg. Hrsg. im Auftrag der Oldenburgischen Landschaft. Isensee, Oldenburg 1992, ISBN 3-89442-135-5, S. 267–273 (PDF; 4,6 MB).
- Anne-Bitt Gerecke: Halem, Gerhard Anton von: Wallenstein, ein Schauspiel. Göttingen 1786. In: Heide Hollmer, Albert Meier (Hrsg.): Dramenlexikon des 18. Jahrhunderts. München: C. H. Beck 2001. S. 123–124.
- Ronald Heinze: Die Schweiz als Modell für die deutsche Aufklärung in ausgewählten Reiseschriften von Halem, Afsprung und Baggesen. In: D. Bähtz, M. Beetz, R. Rittig (Hrsg.): Dem freien Geiste freien Flug – Beiträge zur deutschen Literatur. Für Thomas Höhle. Leipzig 2003, ISBN 3-936522-42-1.
- Ronald Heinze: Halem, Schiller und Wallenstein. Probleme der Dramengestaltung und der Darstellung des Krieges im „Wallenstein“. In: Helle Panke (Hrsg.): Friedrich Schiller und das lebendige Erbe der Aufklärung. Berlin 2006.
- Christina Randig: Aufklärung und Region – Gerhard Anton von Halem (1752–1819) Göttingen 2007, ISBN 978-3-89971-351-0.
- Heidi & Wolfgang Beutin: Der Löwenritter in den Zeiten der Aufklärung. G. A. v. Halems Iwein-Version „Ritter Twein“ Göppingen 1994, ISBN 3-87452-837-5.